# Jan Ożana

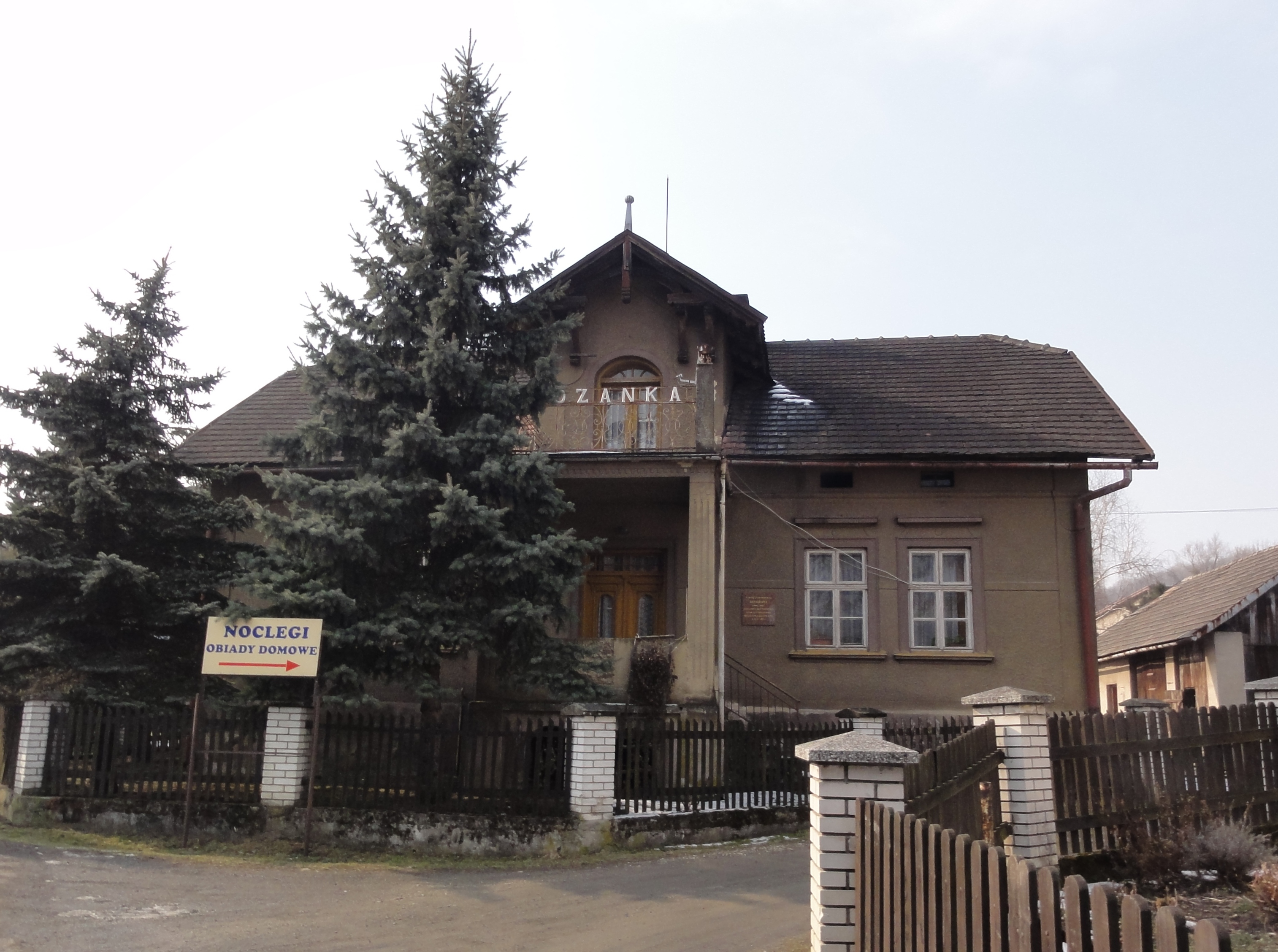
W tym domu w Cisownicy mieszkał Jan Ożana.

Jan Ożana (ur. 21 kwietnia 1860 w Błędowicach Dolnych, zm. 25 maja 1946 w Cisownicy) – polski działacz oświatowy, społeczny i kulturalny, zasłużony dla Cisownicy. Długoletni kierownik w tutejszej szkole.

## Życiorys
Pracował w Cisownicy od 1881. Obok pracy nauczycielskiej był wieloletnim (1881–1939) sekretarzem wydziału gminnego oraz prowadził szeroką, urozmaiconą działalność społeczną. W roku 1885 założył w Cisownicy straż ogniową i zainicjował budowę strażnicy (był aktywnym członkiem straży do 1905). Dzięki jego inicjatywie i wielkiemu zaangażowaniu wybudowano we wsi nową dwuklasową publiczną szkołę powszechną (w miejsce dotychczasowej, której był kierownikiem), oddaną do użytkowania w roku 1898 (obecnie w budynku tym mieści się przedszkole). Zakładał także lokalny Związek Młodzieży Ewangelickiej, Macierz Szkolną, kasę Reiffeisena, Gminną Komisję Ugodową, Kółko Rolnicze. W ramach tego ostatniego propagował nowoczesne rolnictwo, sadownictwo i pszczelarstwo, a prowadzoną przez niego wzorcową pasiekę odwiedzali w ramach nauki uczniowie seminarium cieszyńskiego. Ożana działał też w instytucjach ubezpieczeniowych, prowadził w Cisownicy agentury Wiedeńskiej Ubezpieczalni "Dunaj" i Krakowskiego Towarzystwa Ubezpieczeń.
Był mężem zaufania Zjednoczonych Stronnictw Polskich. W czasie II wojny światowej figurował na listach osób przeznaczonych do likwidacji, ale uniknął tragicznego losu, być może z uwagi na podeszły wiek.
Od 1 stycznia 2015 jego imieniem nazwana jest jedna z cisownickich ulic.
Syn Jerzy Ożana kontynuował tradycje nauczycielskie, był organizatorem seminarium nauczycielskiego w Kluczborku (przeniesionego potem do Ostrzeszowa), jako nauczyciel (matematyk) pracował też w Krotoszynie, Wągrowcu i po II wojnie światowej w Cieszynie.